# Angiopteris danaeoides
Angiopteris danaeoides är en kärlväxtart som beskrevs av Z. R. He och Christenh. Angiopteris danaeoides ingår i släktet Angiopteris och familjen Marattiaceae. Inga underarter finns listade i Catalogue of Life.